# Łutownia

Łutownia na tle rzek Puszczy Białowieskiej

Łutownia (brus. Лутоўня Łutoŭnia) – rzeka w województwie podlaskim, o długości 19,19 km. Lewy dopływ Narewki, największe dopływy: Dubinka i Krynica.

## Pochodzenie nazwy
Łutownia. W dawnych źródłach określana była jako Łętownia, Lętownia, Łotownia, Łutownica, Latownica, Lutownia i Szczekotówka. „Łętownia” i „Lętownia”, to polskie określenia tej rzeki, pozostałe pochodzą z różnych dialektów ruskich. „Łętami” (polskie) określano niegdyś słabsze lasy, gaje lipowe, krzaki; po rusku „łut” oznacza lipowe łyko.

## Charakterystyka
Jest to typowa puszczańska rzeka. Przepływ wody zakłócany i hamowany jest przez zarastanie, zlodzenia i piętrzenia wody przez bobry. Dominują tu siedliska lasowe o mieszanym drzewostanie i wielopiętrowej strukturze. Drzewostan charakteryzuje duża produkcyjność biomas i duży zapas grubizny.
Przepływa przez centralną część Puszczy Białowieskiej i jest największym lewostronnym dopływem Narewki. Zlewnia rzeki Łutowni ma powierzchnię 120,44 km² i niemal w całości zajmuje lasy (niemal 91,7%). Stanowi ona 21% powierzchni znajdującej się w granicach Polski Puszczy Białowieskiej. Spadek wód wynosi 0,93‰.
Łutownia wypływa z Bagien Derlicz, stanowionych przez duże połacie kompleksów torfowiskowych, w okolicach wsi Zwodzieckie i Nowosady.
W połowie swego biegu przepływa przez Rezerwat przyrody Szczekotowo, ten odcinek chroniony jest od roku 1979.
W dolnym biegu koryto rzeki osiąga około 1,5 m głębokości, a szerokość doliny dochodzi do 100 m.
Wpada do Narewki po ominięciu uroczyska Stara Białowieża, 5 km poniżej Białowieży.

## Stosunki wodne
W latach 1891–1892 koryto rzeki, w dolnym jej biegu, zostało wyprostowane, na skutek czego ostatnie 8,5 km rzeki stało się spławne. W 1894 roku zbudowano trzy tamy ze śluzami. Ponownej regulacji rzeki dokonano w latach 60. XX stulecia (tym razem dotyczyła ona górnego biegu rzeki). Wykopano 5-kilometrowy kanał odwadniający bagna Derlicz, w efekcie czego Łutownia szybko traciła swoją wodę i późnym latem, w górnym jej biegu, niemal co roku, ukazywało się suche dno. Zmniejszenie zasobów wodnych pogorszyło funkcjonowanie ekosystemów leśnych. Borealne brzeziny bagienne porastające Bagna Derlicz uległy szybkiej degradacji. W roku 1985 pogłębiono niektóre z rowów w północno-zachodniej części zlewiska Łutowni, jednak po roku 1975 wzrosła liczba bobrów, co nieznacznie poprawiło stosunki wodne, kosztem niewielkich ubytków w drzewostanie. W roku 2001 z inicjatywy PTOP dla ratowania sytuacji zbudowano progi kamienne. Mają one na celu spowolnienie i zmniejszenie odpływu wody ze zlewni rzeki.

## Literatura
- P. Bajko, Łutownia, „Czasopis”, 3/2008, s. 21-22.